# Episodi di The Class - Amici per sempre
- Trasmessa in USA: CBS - 18 settembre 2006 / 5 marzo 2007
- Trasmessa in Italia: Rai 2 - 13 giugno 2009 / 20 settembre 2009
| nº | Titolo originale                        | Titolo italiano            | Prima TV USA      | Prima TV Italia   |
| -- | --------------------------------------- | -------------------------- | ----------------- | ----------------- |
| 1  | Pilot                                   | La classe si riunisce      | 18 settembre 2006 | 13 giugno 2009    |
| 2  | The Class visits a Hospital             | Incidenti di percorso      | 25 settembre 2006 | 14 giugno 2009    |
| 3  | The Class Learns About Hurricanes       | Travolti da un uragano     | 2 ottobre 2006    | 20 giugno 2009    |
| 4  | The Class Blows the Whistle             | Verità e bugie             | 9 ottobre 2006    | 21 giugno 2009    |
| 5  | The Class Gets Frozen Yogurt            | La cosa migliore           | 16 ottobre 2006   | 28 giugno 2009    |
| 6  | The Class Goes Trick-or-Treating        | Una tromba per Lina        | 23 ottobre 2006   | 5 luglio 2009     |
| 7  | The Class Goes to a Bar                 | Nuovi amori e vecchi amori | 6 novembre 2006   | 12 luglio 2009    |
| 8  | The Class Celebrates a Birthday         | Verità celate              | 13 novembre 2006  | 19 luglio 2009    |
| 9  | The Class Gives Thanks                  | Giorno del ringraziamento  | 20 novembre 2006  | 26 luglio 2009    |
| 10 | The Class Runs Into a Convenience Store | I negoziatori              | 27 novembre 2006  | 2 agosto 2009     |
| 11 | The Class Celebrates an Anniversary     | Un regalo diverso          | 11 dicembre 2006  | 9 agosto 2009     |
| 12 | The Class Visits a Bad Neighborhood     | Il triangolo               | 8 gennaio 2007    | 16 agosto 2009    |
| 13 | The Class Hits It                       | L'attesa                   | 15 gennaio 2007   | 23 agosto 2009    |
| 14 | The Class Has to Go to a Stupid Museum  | Pubblici segreti           | 22 gennaio 2007   | 30 agosto 2009    |
| 15 | The Class Eats Moroccan Chicken         | Pollo alla marocchina      | 5 febbraio 2007   | 6 settembre 2009  |
| 16 | The Class Has a Snow Day                | La festa di San Valentino  | 12 febbraio 2007  | 13 settembre 2009 |
| 17 | The Class Springs a Leak                | Anime gemelle              | 19 febbraio 2007  | 19 settembre 2009 |
| 18 | The Class Rides a Bull                  | Rodeo da infarto           | 26 febbraio 2007  | 20 settembre 2009 |
| 19 | The Class Goes Back to the Hospital     | Che sarà di noi            | 5 marzo 2007      | 20 settembre 2009 |